# Canton de Fontaine-lès-Dijon
Le canton de Fontaine-lès-Dijon est une circonscription électorale française située dans le département de la Côte-d'Or et la région Bourgogne-Franche-Comté. À la suite du redécoupage cantonal de 2014, les limites territoriales du canton sont remaniées. Le nombre de communes du canton passe de 13 à 30.

## Histoire
Un nouveau découpage territorialde la Côte-d'Or entre en vigueur à l'occasion des élections départementales de mars 2015, défini par le décret du 18 février 2014, en application des lois du 17 mai 2013 (loi organique 2013-402 et loi 2013-403). Les conseillers départementaux sont, à compter de ces élections, élus au scrutin majoritaire binominal mixte. Les électeurs de chaque canton élisent au Conseil départemental, nouvelle appellation du Conseil général, deux membres de sexe différent, qui se présentent en binôme de candidats. Les conseillers départementaux sont élus pour 6 ans au scrutin binominal majoritaire à deux tours, l'accès au second tour nécessitant 12,5 % des inscrits au 1er tour. En outre la totalité des conseillers départementaux est renouvelée. Ce nouveau mode de scrutin nécessite un redécoupage des cantons dont le nombre est divisé par deux avec arrondi à l'unité impaire supérieure si ce nombre n'est pas entier impair, assorti de conditions de seuils minimaux. Dans la Côte-d'Or, le nombre de cantons passe ainsi de 43 à 23. Le nombre de communes du canton de Fontaine-lès-Dijon passe de 13 à 30. Le nouveau canton de Fontaine-lès-Dijon est formé de communes des anciens cantons de Fontaine-lès-Dijon, de Saint-Seine-l'Abbaye, de Dijon 1er Canton, d'Aignay-le-Duc, d'Is-sur-Tille et de Dijon 5e Canton.

## Géographie
Ce canton est organisé autour de Fontaine-lès-Dijon dans l'arrondissement de Dijon. Son altitude varie de 241 m (Plombières-lès-Dijon) à 553 m (Messigny-et-Vantoux) pour une altitude moyenne de 342 m.

## Représentation

### Représentation avant 2015
| Période | Période | Identité      | Étiquette    | Qualité |
| ------- | ------- | ------------- | ------------ | --- |
| 1973    | 2004    | Henri Revol   | DVD puis UDF | Ingénieur Arts et métiers et ingénieur INSTN Sénateur (1989-2008) Maire de Messigny-et-Vantoux (1971-2008) |
| 2004    | 2015    | Gilbert Menut | UMP          | Exploitant viticole Maire de Talant (1997-2020)                                                            |

### Représentation depuis 2015
| Période élective | Période élective | Mandat | Mandat   | Identité          | Nuance | Nuance | Qualité |
| ---------------- | ---------------- | ------ | -------- | ----------------- | ------ | ------ | --- |
| 2015             | 2021             | 2015   | 2021     | Patrick Chapuis   |        | LR     | Analyste financier Maire de Fontaine-lès-Dijon                                                                                     |
| 2015             | 2021             | 2015   | 2021     | Patricia Gourmand |        | LR     | Directrice de société de formation en relations humaines Maire d'Asnières-lès-Dijon 12ème Vice-Présidente du Conseil départemental |
| 2021             | 2028             | 2021   | en cours | Patrick Chapuis   |        | LR     | Analyste financier Maire de Fontaine-lès-Dijon 11ème Vice-Président du conseil départemental                                       |
| 2021             | 2028             | 2021   | en cours | Patricia Gourmand |        | LR     | Directrice de société de formation en relations humaines Maire d'Asnières-lès-Dijon 12ème Vice-Présidente du conseil départemental |

### Résultats détaillés

#### Élections de mars 2015
À l'issue du 1er tour des élections départementales de 2015, deux binômes sont en ballottage : Patrick Chapuis et Patricia Gourmand (Union de la Droite, 43,85 %) et Jean-Christophe Henrard et Ingrid Merlin (Union de la Gauche, 22,87 %). Le taux de participation est de 56,47 % (11 387 votants sur 20 165 inscrits) contre 53,86 % au niveau départemental et 50,17 % au niveau national.
Au second tour, Patrick Chapuis et Patricia Gourmand (Union de la Droite) sont élus avec 68,97 % des suffrages exprimés et un taux de participation de 52,39 % (6 620 voix pour 10 561 votants et 20 157 inscrits).

#### Élections de juin 2021
Le premier tour des élections départementales de 2021 est marqué par un très faible taux de participation (33,26 % au niveau national). Dans le canton de Fontaine-lès-Dijon, ce taux de participation est de 40,38 % (8 438 votants sur 20 897 inscrits) contre 36,24 % au niveau départemental. À l'issue de ce premier tour, deux binômes sont en ballottage : Patrick Chapuis et Patricia Gourmand (LR, 40,06 %) et Gérard Lizard et Isabelle Maupetit (binôme écologiste, 22,36 %).
Le second tour des élections est marqué une nouvelle fois par une abstention massive équivalente au premier tour. Les taux de participation sont de 34,3 % au niveau national, 37,05 % dans le département et 41,21 % dans le canton de Fontaine-lès-Dijon. Patrick Chapuis et Patricia Gourmand (LR) sont élus avec 66,04 % des suffrages exprimés (5 347 voix pour 8 614 votants et 20 901 inscrits),,. 

## Composition

### Composition avant 2015
Le canton de Fontaine-lès-Dijon regroupait 13 communes.
| Nom                            | Code Insee | Codepostal | Superficie (km2) | Population (dernière pop. légale) | Densité (hab./km2) |
| ------------------------------ | ---------- | ---------- | ---------------- | --------------------------------- | ------------------ |
| Fontaine-lès-Dijon (chef-lieu) | 21278      | 21121      | 4,49             | 9 142 (2012)                      | 2 036              |
| Ahuy                           | 21003      | 21121      | 6,40             | 1 265 (2012)                      | 198                |
| Asnières-lès-Dijon             | 21027      | 21380      | 4,55             | 1 192 (2012)                      | 262                |
| Bellefond                      | 21059      | 21490      | 2,47             | 763 (2012)                        | 309                |
| Daix                           | 21223      | 21121      | 11,80            | 1 413 (2012)                      | 120                |
| Darois                         | 21227      | 21121      | 8,12             | 438 (2012)                        | 54                 |
| Étaules                        | 21255      | 21121      | 16,71            | 256 (2012)                        | 15                 |
| Hauteville-lès-Dijon           | 21315      | 21121      | 9,01             | 1 173 (2012)                      | 130                |
| Messigny-et-Vantoux            | 21408      | 21380      | 33,92            | 1 552 (2012)                      | 46                 |
| Norges-la-Ville                | 21462      | 21490      | 11,00            | 869 (2012)                        | 79                 |
| Plombières-lès-Dijon           | 21485      | 21370      | 16,21            | 2 731 (2012)                      | 168                |
| Savigny-le-Sec                 | 21591      | 21380      | 9,34             | 819 (2012)                        | 88                 |
| Talant                         | 21617      | 21240      | 4,90             | 11 204 (2012)                     | 2 287              |

### Composition depuis 2015
Le nouveau canton de Fontaine-lès-Dijon comprenait 30 communes entières à sa création.
| Nom                                        | Code Insee | Intercommunalité          | Superficie (km2) | Population (dernière pop. légale) | Densité (hab./km2) | Modifier                                    |
| ------------------------------------------ | ---------- | ------------------------- | ---------------- | --------------------------------- | ------------------ | ------------------------------------------- |
| Fontaine-lès-Dijon (bureau centralisateur) | 21278      | Dijon Métropole           | 4,49             | 9 032 (2022)                      | 2 012              | modifier les données · modifier les données |
| Ahuy                                       | 21003      | Dijon Métropole           | 6,40             | 1 695 (2022)                      | 265                | modifier les données · modifier les données |
| Asnières-lès-Dijon                         | 21027      | CC Norge et Tille         | 4,55             | 1 320 (2022)                      | 290                | modifier les données · modifier les données |
| Bellefond                                  | 21059      | CC Norge et Tille         | 2,47             | 918 (2022)                        | 372                | modifier les données · modifier les données |
| Bligny-le-Sec                              | 21085      | CC Forêts, Seine et Suzon | 16,61            | 145 (2022)                        | 8,7                | modifier les données · modifier les données |
| Bretigny                                   | 21107      | CC Norge et Tille         | 6,84             | 903 (2022)                        | 132                | modifier les données · modifier les données |
| Brognon                                    | 21111      | CC Norge et Tille         | 6,24             | 318 (2022)                        | 51                 | modifier les données · modifier les données |
| Champagny                                  | 21136      | CC Forêts, Seine et Suzon | 7,12             | 27 (2022)                         | 3,8                | modifier les données · modifier les données |
| Clénay                                     | 21179      | CC Norge et Tille         | 5,61             | 904 (2022)                        | 161                | modifier les données · modifier les données |
| Curtil-Saint-Seine                         | 21218      | CC Forêts, Seine et Suzon | 12,01            | 113 (2022)                        | 9,4                | modifier les données · modifier les données |
| Daix                                       | 21223      | Dijon Métropole           | 11,80            | 1 520 (2022)                      | 129                | modifier les données · modifier les données |
| Darois                                     | 21227      | CC Forêts, Seine et Suzon | 8,12             | 490 (2022)                        | 60                 | modifier les données · modifier les données |
| Étaules                                    | 21255      | CC Forêts, Seine et Suzon | 16,71            | 349 (2022)                        | 21                 | modifier les données · modifier les données |
| Flacey                                     | 21266      | CC Norge et Tille         | 6,79             | 210 (2022)                        | 31                 | modifier les données · modifier les données |
| Hauteville-lès-Dijon                       | 21315      | Dijon Métropole           | 9,01             | 1 206 (2022)                      | 134                | modifier les données · modifier les données |
| Messigny-et-Vantoux                        | 21408      | CC Forêts, Seine et Suzon | 33,92            | 1 694 (2022)                      | 50                 | modifier les données · modifier les données |
| Norges-la-Ville                            | 21462      | CC Norge et Tille         | 11,00            | 946 (2022)                        | 86                 | modifier les données · modifier les données |
| Orgeux                                     | 21469      | CC Norge et Tille         | 4,75             | 459 (2022)                        | 97                 | modifier les données · modifier les données |
| Panges                                     | 21477      | CC Forêts, Seine et Suzon | 6,06             | 80 (2022)                         | 13                 | modifier les données · modifier les données |
| Prenois                                    | 21508      | CC Forêts, Seine et Suzon | 19,16            | 462 (2022)                        | 24                 | modifier les données · modifier les données |
| Ruffey-lès-Echirey                         | 21535      | CC Norge et Tille         | 11,12            | 1 404 (2022)                      | 126                | modifier les données · modifier les données |
| Saint-Julien                               | 21555      | CC Norge et Tille         | 16,43            | 1 749 (2022)                      | 106                | modifier les données · modifier les données |
| Saint-Martin-du-Mont                       | 21561      | CC Forêts, Seine et Suzon | 37,84            | 464 (2022)                        | 12                 | modifier les données · modifier les données |
| Saint-Seine-l'Abbaye                       | 21573      | CC Forêts, Seine et Suzon | 3,84             | 361 (2022)                        | 94                 | modifier les données · modifier les données |
| Saussy                                     | 21589      | CC Forêts, Seine et Suzon | 9,30             | 100 (2022)                        | 11                 | modifier les données · modifier les données |
| Savigny-le-Sec                             | 21591      | CC Forêts, Seine et Suzon | 9,34             | 883 (2022)                        | 95                 | modifier les données · modifier les données |
| Trouhaut                                   | 21646      | CC Forêts, Seine et Suzon | 9,40             | 130 (2022)                        | 14                 | modifier les données · modifier les données |
| Turcey                                     | 21648      | CC Forêts, Seine et Suzon | 12,45            | 181 (2022)                        | 15                 | modifier les données · modifier les données |
| Val-Suzon                                  | 21651      | CC Forêts, Seine et Suzon | 18,51            | 204 (2022)                        | 11                 | modifier les données · modifier les données |
| Villotte-Saint-Seine                       | 21705      | CC Forêts, Seine et Suzon | 7,59             | 67 (2022)                         | 8,8                | modifier les données · modifier les données |
| Canton de Fontaine-lès-Dijon               | 2114       |                           | 335,48           | 28 334 (2022)                     | 84                 | modifier les données                        |

## Démographie

### Démographie avant 2015
| 1975   | 1982   | 1990   | 1999   | 2006   | 2011   | 2012   |
| ------ | ------ | ------ | ------ | ------ | ------ | ------ |
| 16 139 | 26 900 | 30 424 | 32 412 | 33 192 | 32 706 | 32 817 |

### Démographie depuis 2015
En 2022, le canton comptait 28 334 habitants, en évolution de +5,67 % par rapport à 2016 (Côte-d'Or : +0,82 %, France hors Mayotte : +2,11 %).
| 2013   | 2018   | 2022   |
| ------ | ------ | ------ |
| 26 593 | 27 185 | 28 334 |